# Rip, Rap og Rup
Rip, Rap og Rup (Engelsk: Huey, Dewey and Louie) er en fiktionel trillingesøskendeflok og Anders Ands tre næsten identiske nevøer. De blev født i 1940 i Andeby. De blev skabt af Ted Osborne og Al Taliaferro og optrådte første gang i en avistegneserie 17. oktober 1937, på film i filmen Donalds Nephews i 1938, der var tydeligt inspireret af tegneserien uden at følge den slavisk.

## Historie og kendetegn
De er Anders' søster Della Ands sønner. Rip, Rap og Rup blev sendt til Anders midlertidigt, efter at deres far var kommet på hospitalet på grund af nogle kanonslag, der eksploderede under hans stol. Det formodes, børnene stod bag nummeret. Senere blev de tilbageleveret til forældrene for så uden forklaring at vende tilbage til Anders, der adopterede dem i 1942.
Oprindeligt var de rene møgunger a la Knold og Tot, men hos Carl Barks blev de efterhånden mere nuancerede og intelligente. I hans tidlige historier kan de stadig være møgunger, men i de senere er de kloge og selvopofrende, det sidste var en egenskab, der viste sig tydeligt i julehistorien Jul i Pengeløse. De har ofte problemer med deres onkel, som børn kan have med forældre. I senere serier er det blevet dem, der er de kloge, og ofte må de hjælpe deres onkel ud af de kniber, som han roder sig ud i. Et karakteristisk træk i både film og serier er, at de siger hver sin stump af en sætning, "deles" om at sige den. Da de på udseendet ligner hinanden, bærer de næsten altid kasketter, der er lidt forskellige. Rips kasket er sort og blå, Raps kasket er sort og grøn, og Rups kasket er sort og rød. I serierne er deres trøjer oftest sorte, men kan især på film være henholdsvis røde, blå og grønne.
I de fleste af deres historier medvirker også deres onkel Anders og Joakim von And. De er 10-stjernede generaler i den verdensomspændende organisation Grønspætterne.
I 1987 gik de over til TV-mediet, hvor de er hovedpersoner i Rip, Rap og Rup på eventyr, og i 1996 i Rap Sjak, hvor de denne gang er blevet teenagere, med hver deres personlighed. Rip er gruppens leder, mens Rap er en computer-nørd, og Rup er en sportsnørd. Efter Rap Sjak vendte ællingerne tilbage til deres oprindelige børnealder i tv-serien Hos Mickey, som et rockband, under navnene "The Quackstreet Boys", "Quack Sabbath", eller "The Splashing Pumpkins"(Parodier på Backstreet Boys, Black Sabbath, og The Smashing Pumpkins).

## Rip, Rap, Rup og...?
I en tegneserie så man, at tegneren havde lavet en fjerde. I en anden historie er der flere hundrede nevøer. Ofte bliver der også byttet om på deres kasketter.

## Berømte tegnere/forfattere
- Carl Barks
- Don Rosa
- Tony Strobl
- Romano Scarpa
- Al Taliaferro